# Chardon-Lagache (Métro Paris)

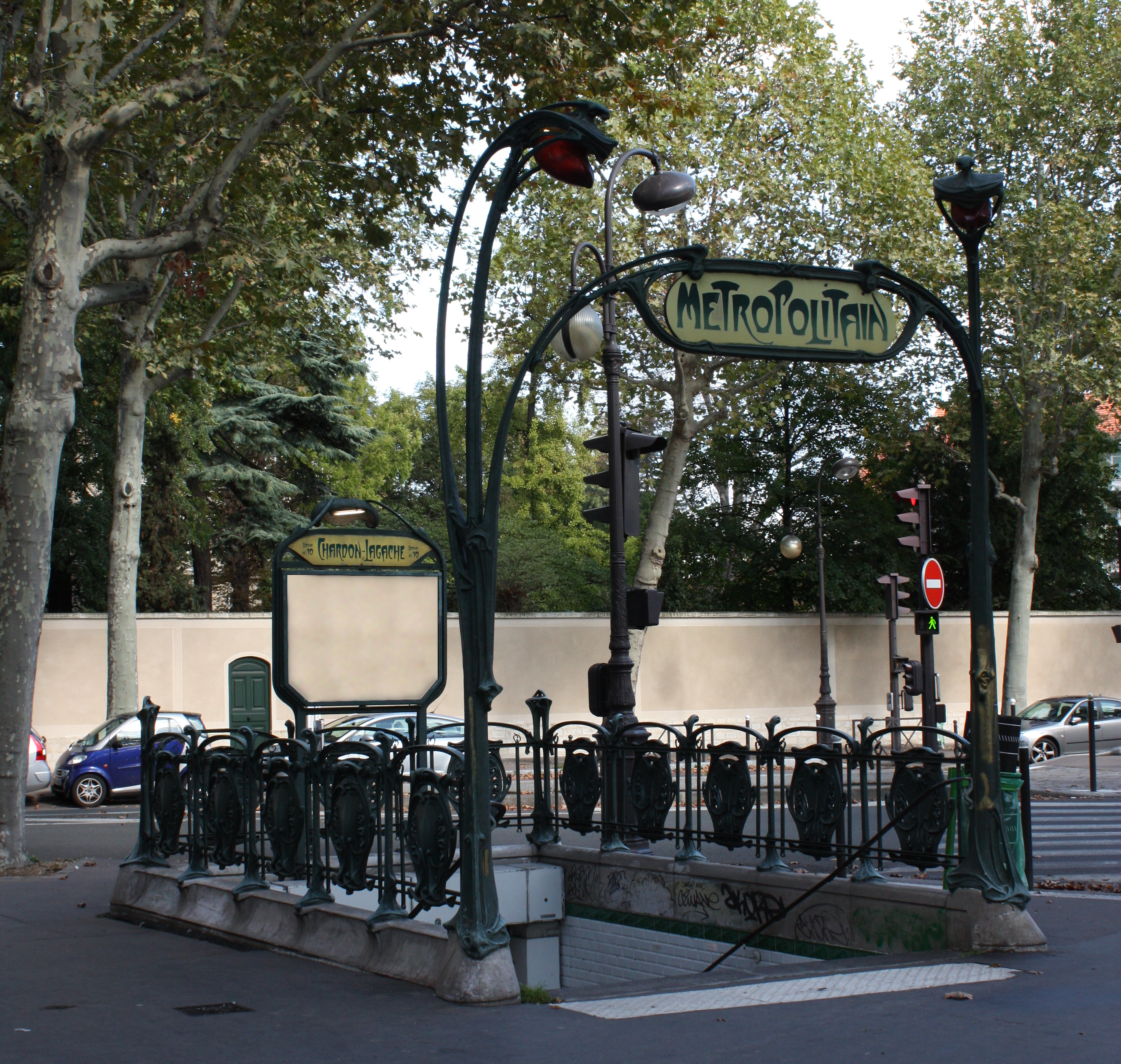
Von Hector Guimard entworfener Art-Nouveau-Zugang

Chardon-Lagache [ʃaʁdɔ̃ laɡaʃ] ist eine unterirdische Station der Linie 10 der Pariser Métro. Sie gehört zu den Stationen mit dem geringsten Fahrgastaufkommen, es verkehren nur Züge in Richtung Gare d’Austerlitz.

## Lage
Die Station befindet sich im Quartier Auteuil des 16. Arrondissements von Paris. Sie liegt längs unter dem Straßenzug Rue Molitor – Rue Mirabeau an dessen Kreuzung mit der Rue Chardon-Lagache.

## Name
Namengebend ist die Rue Chardon-Lagache, die nach dem an ihr gelegenen Altenheim „Maison de retraite Chardon-Lagache“ benannt ist. Pierre-Alfred Chardon war ein Geschäftsmann, der Mitte des 19. Jahrhunderts sein Vermögen für die Errichtung dieses Altenheims für bedürftige Menschen spendete. Das 1865 eröffnete Heim trägt neben seinem Nachnamen den seiner Ehefrau Amélie Lagache.

## Geschichte
Die Station wurde am 30. September 1913 in Betrieb genommen und war zunächst Teil der Linie 8. An jenem Tag wurde diese von der Station Beaugrenelle (seit 1947: Charles Michels) nach Westen hin verlängert. Im Stadtteil Auteuil bildete sie eine große Endschleife, die gegen den Uhrzeigersinn befahren wurde. Vorletzte der sechs an ihr befindlichen Stationen war Chardon-Lagache.
Am 27. Juli 1937 wurde der Endabschnitt westlich der Station La Motte-Picquet – Grenelle, einschließlich der Endschleife „Boucle d’Auteil“ und der Station Mirabeau, der Linie 10 zugeordnet. Seit der Verlängerung der Linie in den Vorort Boulogne-Billancourt hat der Streckenabschnitt seine Funktion als Endschleife weitgehend verloren.

## Beschreibung
Die unter einem asymmetrisch elliptischen Gewölbe errichtete, weiß geflieste Station ist 75 m lang. Sie liegt in einer Kurve und hat nur einen Bahnsteig am einzigen Streckengleis.
Der einzige Zugang liegt an der o. g. Straßenkreuzung, der wurde von Hector Guimard im Stil des Art Nouveau gestaltet.

## Fahrzeuge

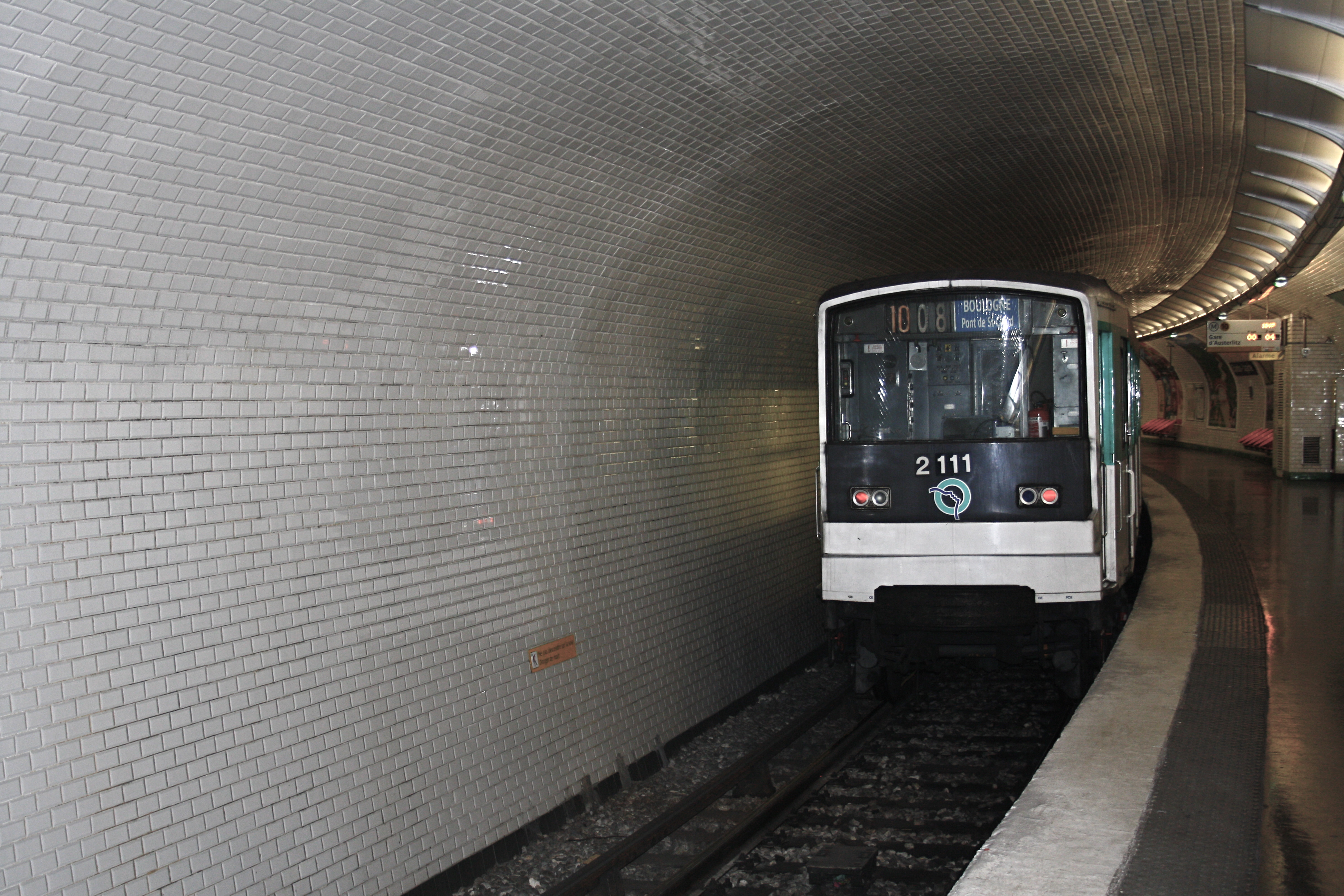
Zug der Baureihe MF 67 beim Verlassen der Station

Bis Mitte der 1970er Jahre waren Züge der Bauart Sprague-Thomson im Einsatz, die ab 1975 von der Baureihe MA abgelöst wurden. Im Juni 1994 wurde jene durch die Baureihe MF 67 ersetzt, die im Jahr 2017 nach wie vor auf der Linie 10 im Einsatz ist.